# پارانویک (فیلم)
«پارانویک» (انگلیسی: Paranoiac (film)) یک فیلم به کارگردانی فردی فرانسیس است که در سال ۱۹۶۳ منتشر شد. از بازیگران آن می‌توان به جنت اسکات، الیور رید، سیدنی بروملی، و جک تیلور اشاره کرد.

## داستان
خانواده ثروتمند اشبی، یازده سال پیش زمانی که آقا و خانوم اشبی در یک سانحه هوایی جان باختند، از هم پاشید و پسر عزادارشان تونی نیز اقدام به خودکشی کرد. باقی افراد خانواده به زندگی کسالت بار خود ادامه می‌دهند تا اینکه سر و کلهٔ تونی، که همه فکر می‌کردند مُرده پیدا می‌شود.